# Modran (Bijeljina)
Pour les articles homonymes, voir Modran.
Modran (en serbe cyrillique : Модран) est un village de Bosnie-Herzégovine. Il est situé sur le territoire de la ville de Bijeljina et dans la république serbe de Bosnie. Selon les premiers résultats du recensement bosnien de 2013, il compte 1 147 habitants.

## Géographie
Le village est situé à l'ouest de Janja ; son territoire est traversé par plusieurs rivières, dont le Glogovac et la Janja, un affluent gauche de la Drina.

## Démographie

### Évolution historique de la population dans la localité
| 1948  | 1953  | 1961  | 1971  | 1981  | 1991  | 2013  |
| ----- | ----- | ----- | ----- | ----- | ----- | ----- |
| 1 231 | 1 334 | 1 423 | 1 441 | 1 426 | 1 411 | 1 147 |

|  |